# Архітектура ацтеків

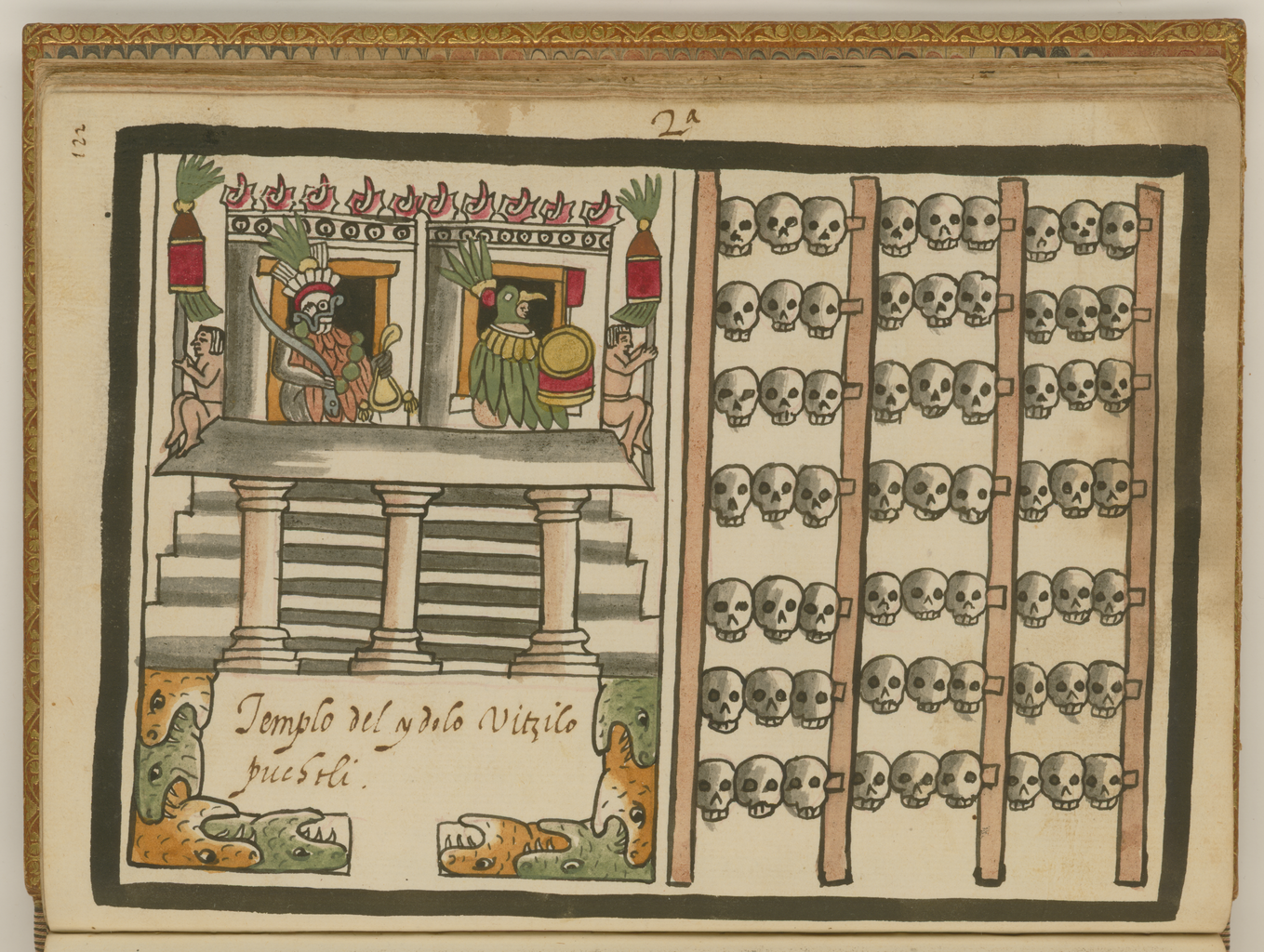
Храм Уїцилопочтлі

Архітектура ацтеків — монументальна, переважно міського характеру, архітектура імперії ацтеків. Розвинулася в результаті вдосконалення архітектурних традицій народів і цивілізацій Месоамерики.

## Матеріали
Для будівництва застосовувалися земля, адоба (необпалена цегла, цегла, висушена на сонці), обпалена цегла, камінь, пісок, вапно, дерево (кедр, кипарис, пальма, сосна, особливо при обробці палацових і храмових будівель, для хатин використовували просто жердини і горбиль), солома, стебла агави. У будівництві та оздобленні багатьох будинків і палаців використовували дорогі матеріали: яшму, порфір.

## Робітники
Будівельними професіями вважалися каменотеси, муляри, теслі, пічники. Каменярі і каменотеси разом з теслями становили основні категорії будівельних майстрів. Міста Чималуакан, Коатепек, Тепетлаосток, Такубайя, Койоакан особливо уславилися професійними будівельниками.
При будівельних роботах одні з них були зайняті видобутком каменю або виробництвом цегли, інші доставляли з лісу матеріал для дерев'яних конструкцій будівель. Втім подібна спеціалізація існувала лише при великому — державному, храмовому — будівництві, зокрема при будівництві головного храму Теночтітлана. Тоді відбуваючи трудову повинність, представники різних народів і регіонів Потрійного союзу виконували різні функції: одні доставляли будівельні матеріали (пісок, вапно та ін.), інші займалися власне будівництвом, за кожним із загонів були закріплені певні частини, елементи конструкції, сторони піраміди.
За будівництвом спостерігали спеціальні посадові особи (calmimilocatl). Ці чиновники повинні були домагатися дотримання основних будівельних правил. Так, вони зобов'язані були стежити за тим, щоб при будівництві нової споруди воно не випадало із загального плану або не становило небезпеку іншим, сусіднім спорудам.

## Види споруд
Існували два основни види: цивільні та храмові. Цивільні також різрізнілися в залежності від соціального щабля та рівня багатства. Цивільне будівництво — це насамперед зведення будинків. Житло бідних було скромним, у багатих і знатних воно відрізнялося добротністю і достатком, нерідко було побудовано з каменю (вапняку). Кам'яне будівництво розпочалося в Теночтітлані за першого тлатоані — Акамапічтлі.
Будинок низчів класів зазвичай представляв собою однокамерну прямокутну хатина з невеликим відкритим дверним отвором. У Теночтітлані деякі будинки могли мати два виходи — один на вулицю, інший на протоку. Так само будувалися будинки в інших острівних містах, особливо на півдні озер Мексиканської долини. Дах був низьким і пласким, частіше вкритий листям агави на кшталт черепиці. У внутрішніх областях імперії будинки були як з каменя, так і з адоби, в той же час в прибережних і лісових районах — частіше з адоби або дерева з солом'яним дахом. У будинках не було вентиляційних отворів, тому в приміщенні був специфічний запах застояного повітря. Стіни обмазували або штукатурили сумішшю глини (Tezontli) і вапна. Пол робили з подрібнених вулканічних порід (Tepetlatl). Будинки білили, підфарбовували і навіть розмальовували.
Палац тлатоані (Tecpan) значно перевершував своїми розмірами будинку звичайних мешканців. Ацтекські палаци сильно мірою стандартизовані за формою. У них був центральний двір з єдиним входом. Двір був оточений піднятими платформами, на яких розташовувалися кімнати, зали, вівтарі та інші споруди. Цьому стандартним планом дотримувалися всі палаци, від розкішних царських палаців Теночтітлана і Тескоко до осель провінційної знаті.
Про палац Мотекусома II, зруйнованому при взятті Теночтітлана конкістадорами, писали, що, не знаючи розташування приміщень у ньому, можна було навіть заблукати. Те, що іспанці називали палацом, являло собою, по суті, комплекс внутрішніх і зовнішніх дворів і двориків, а також приміщень різного призначення. Так, по одному з описів, палац Мотекусома II мав 20 входів (актично головних дверей), за якими можна було вийти за межі палацового комплексу на прилеглі до палацових будівель територій. Було правило будувати таким чином, щоб всі приміщення так чи інакше з'єднувалися виходами на один великий патіо (внутрішній двір, відкрите приміщення). Таких патіо в палаці Мотекусома II було декілька, і в одному з них перебував вихід водопроводу, звідти вода надходила по прихованим каналах в інші частини будинку. Різноманітний декор у палацах включав в себе зображення зооморфних істот.
Несауалькойотль, тлатоані Тескоко, мав палацовий комплекс, де було більше 300 різних приміщень — зали для суддів, військової ради, фінансового ради, охорони володаря, послів, збройових складів, для танців і музикування, жіноча половина.
Окрім палацу володаря у великих містах було багато інших будинків місцевої ацтекської, а також провінційної знаті (представники останньої зобов'язані були протягом певного часу жити в столиці). В столицях Потрійного союзу місті були різного роду громадські будівлі, де вирішувалися справи жителів певних кварталів, що повторювали архітектурні принципи, характерні для житлових будов.
Окремо зводили парові лазні — темаскаль (Temazcal). Вони були настільки звичайними скрізь по імперії. В Мексиці подібні лазні будують досі, вони мало чим відрізняються від ацтекських. Вони різнилися у формі і деталях, залежно від регіону та соціального становища її власника. Основними принципами їх зведення було: було низькою (у ній не можна було навіть встати в повний зріст) з невеликими дверима і вогнищем; її нагрівали настільки, що стіни розпалювалися; потім закривали двері і обливали усередині стіни водою, викликаючи інтенсивне випаровування. Парилися, використовуючи зв'язки листя кукурудзи чи інших специфічних рослин. У деяких випадках, попарившись, обливалися холодною водою. Знатні і багаті мали спеціальних банщиків.
Іншим різновидом архітектури були стадіони для гри в м'яч. Це були особливої форми споруди з каменю, що повторювали в основному принципи планування сучасних стадіонів.
Храми називалися теокаллі (Teocalli — «будинок бога»). Всі вони будувалися практично за одним планом і розрізнялися лише розмірами. Крім власне храмів були і окремі «каплиці», де мандрівники могли здійснювати релігійні обряди.

## Особливості
В архітектурі ацтеки використовували систему арок, сходів, в тому числі і дерев'яних. Щоб уникнути вогкості, ацтекські архітектори і будівельники піднімали перші поверхи до рівня бельетажу. Проте це було характерно тіля для архітектури міст на островах та біля них, так як Тескоко, Теночтітлан, Тлателолько. Навколо міст, або кварталів у великих містах, зводилася потужна стіна-цомпатлі з розчину вапна, піску і вулканічного гравію. Практика їх спорудження починається з кінця XV ст.
У холодну погоду приміщення палаців обігрівалися за допомогою жаровень, куди поміщали вугілля з кори особливого дерева, що горіло без диму і з вельми приємним запахом.
Стіни найбільш важливих житлових приміщень палацу, залів прийомів тощо оббивали на кшталт шпалер або килимів багатими тканинами, прикрасами з використанням виробів з пір'я. Приміщення освітлювали за допомогою світильників у вигляді соснового сучка або тріски (Ocotl).
Храмова територія зазвичай була прямокутної форми двір, розміри якого залежали від масштабів храму і розміру поселення, де він зводився. У великих містах відстань від одного кута храму до іншого відповідало довжині польоту стріли при пострілі з арбалета, а в малих поселеннях — довжині польоту стріли, випущеної з лука, або ще менше. Храмову територію оточували стіною, щоб захистити простір божества і щоб храми шанувалися ще більше.
У центрі цієї ділянки споруджували квадратну платформу, оточене фундаментом з каменю (частіше вапняку), простір усередині якого заповнювали землею і щебенем. На цій основі зводили наступну платформу менших розмірів, на ній ще одну платформу і т. д., поки сходи, возводимая по одній зі сторін ступінчастої піраміди, в результаті досягала довжини в 120–140 ступенів (на піраміді Тескоко — на 5-6 ступенів і вище). На самій верхній площадці будували приміщення вівтаря. У малих храмах, присвячених якомусь певному божеству, зводили одну будівлю; у великих містах було декілько великих храмів. Висота таких приміщень для вівтарів досягала 10-12 людських зрости.

## Міське планування
Ацтеки запозичили кілька історичних традицій при виборі принципів міського планування для своїх міст, насамперед месоамериканський (наявність міського центру з громадським майданом, астрономічна орієнатція, непланові резидентні зони), теотіуаканський (прямокутне планування міста, великі головні храми) та толлансько-тольтекський (формалізація центра міста, розташування найбільшого храму на сході). До них було додані суто ацтекські новації (піраміди з 2 храмами, численні вівтарики, стіна-цомпатлі).
Місто було поділено на 4 великі частини. Кожна з них була орієнтована на певну сторону світла. Планування міст ацтеків була традиційною: осередком був головний храм і ринок. Обов'язкова були присутніми також палаци тлатоані, стадіони для гри у м'яч, зали рад, темаскалі. Велика частина міських осель розташовувалася поза міського центру.